# Lőrincz Judit
Lőrincz Judit (Szolnok, 1970. július 24. –) Príma-díjas operaénekes, koloratúrszoprán.

## Életpályája
Tanulmányait szülővárosában kezdte. Gyermekkarban, később női karban énekelt, fuvolázni tanult. Érettségi után a szegedi Liszt Ferenc Konzervatóriumban magán-ének szakon Berdál Valéria növendéke lett. A konzervatóriumot három év alatt végezte el, majd felvételt nyert ugyancsak Szegeden a Liszt Ferenc Zeneművészeti Főiskolára. Ezzel egy időben próbált szerencsét Münchenben, a Richard Strauss Konzervatóriumban, ahol sikeres felvételi után prof. Michael Schopper lett a tanára. Két év után professzora magával vitte Frankfurt am Mainba, a Hochschule für Musik und Darstellende Kunst művészeti Főiskolára. Ott a hat évből már csak az utolsó három évet kellett operaénekesi diplomája megszerzéséhez elvégeznie.
Énekesi karrierje a La Stagione barokk zenekarral, Michael Schneider vezetésével kezdődött Németországban, Monteverdi és Telemann operáiból kapott szerepekkel. Fellépett Münchenben, Frankfurtban, Rüsselsheimban, Mörfeldenben, Bad Homburgban, Kölnben, Magdeburgban és  Stuttgartban.
1997-ben Ausztráliába, Sydney-be került, ahol John Davies nemzetközi énekmester tanítványa lett, különös hangsúlyt fektetve koloratúr készségére, technikájára.
Perthben (His Majesty's Theatre) debütált Mozart Varázsfuvolája Éj királynőjeként, majd ugyanezzel a szereppel mutatkozott be Ausztrália főbb operaházaiban (Brisbane, Melbourne).
Vendégszerepelt az Amerikai Egyesült Államokban, Észak-Karolinában (Carolina Opera) ifj. Johann Strauss A denevér operettjéből Adél szerepével.
2009-ben hazaköltözött. Még abban az évben a Magyar Állami Operaház szerződtette Mozart: A varázsfuvola Éj királynője szerepére, amit a Vígszínházzal közös koprodukcióban mutattak be.
Rendszeres vendégművésze a Szolnoki Szigligeti Színháznak és a Szolnoki Szimfonikus Zenekarnak. Visszatérő művésze a Győri Nemzeti Színháznak.
Szabadúszóként az ország főbb városaiban szerepel opera- és operettcímszerepekben, de fellép St. Martin és Buch Tibor koncertjein is.
2015-ben megkapta a Megyei Príma díjat.

## Fontosabb szerepei
- Mozart: A varázsfuvola – Éj királynő[5]
- Mozart: Szöktetés a szerájból – Blonde, Konstanze
- Mozart: Figaro házassága – Susanne
- Mozart: A színigazgató – Mme Hertz
- Verdi: La Traviata – Violetta[6]
- Verdi: Rigoletto - Gilda
- L. Delibes: Lakmé – Lakmé
- Claudio Monteverdi: L’Incoronazione di Poppea – Virtú, Drusilla
- Georg Philipp Telemann: Don Quixote – Grisostomo
- H. Marschner: Der Holzdieb – Barbara
- Ifj. J. Strauss: A denevér – Adél
- Lehár Ferenc: A víg özvegy – Glavari Hanna[7]
- Kálmán Imre: A cirkuszhercegnő - Fedóra[8]
- Huszka Jenő: Lili bárónő – Lili [bárónő[9]

## Oratórium/koncertszerepek
- J.S.Bach: Mátyás-passió
- J.S.Bach: János-passió
- J.S.Bach: Magnificat
- J.S.Bach: Kantate No.: 202
- Pergolesi: Stabat Mater
- Händel: Messiás
- Händel: Coelestis Dum Spirat Aura
- Haydn: Die Schöpfung
- Mozart: Exultate Jubilate
- Mozart: Requiem
- Mozart: Koncert Áriák: KV.: 369, 490, 416, 383, 217
- Carl Orff: Carmina Burana
- Ludwig van Beethoven: IX. szimfónia
- Beethoven: Missa Solemnis
- Liszt Ferenc: Koronázási mise
- Gioachino Rossini: Stabat Mater
- John Rutter: Magnificat
- Edvard Grieg: Peer Gynt
- Richard Strauss: Vier Letzte Lieder

Széles klasszikusdal-repertoárja magában foglalja Franz Schubert, Robert Schumann, Johannes Brahms, Liszt, Mahler, Ermano-Wolf Ferrari, Cipriano Da Rore, Olivier Messiaen, Csajkovszkij, Grieg, Farkas, Kodály, Bartók, Gounod, Georges Bizet, Verdi és Gabriel Fauré műveit.